# Eddy Duchin
Eddy (Edwin Frank) Duchin (Cambridge (Massachusetts), 10 april 1910 – New York, 9 februari 1951) was een Amerikaanse pianist en orkestleider van de lichte amusementsmuziek.

## Biografie
Duchin was oorspronkelijk apotheker en was aanvankelijk pianist in het orkest van Leo Reisman in het Central Park Casino in New York, toen de meest glamoureuze en populaire danslocatie in de stad. Voor de positie moest hij opboksen tegen zware concurrentie van andere pianisten. Hij was zo succesvol dat hij in 1931 dirigent van het orkest werd en al snel populair werd dankzij radio-uitzendingen. Als pianist die tegelijkertijd een dansband leidde, was hij destijds een pionier, gevolgd door vele anderen. Een andere reden voor zijn succes bij het publiek was zijn showtalent en zijn oogverblindende uiterlijk. George Simon vergeleek zijn stijl met die van een Liberace-voorloper (zoals hij het noemt virile Liberace). Terwijl hij piano speelde, kruiste hij graag zijn handen en speelde hij de basnoten met een van de vingers van de rechterhand. Zijn muzikale vaardigheden waren beperkt (hij had geen formele training) - hij zei dat hij minder speelde wat hij zag dan wat hij voelde en vaker wel dan niet, onafhankelijk van het orkest.
Volgens een voormalig bandlid was hij de enige muzikant die hij kende die 32 fouten kon maken in een solo van 32 takt en daarna nog steeds een ovatie krijgt. Hij liet de muzikale leiding van de band grotendeels over aan zijn goede vriend Lew Sherwood, die de trompettist en zanger in de band was. Hij trad ook op met de band in andere hotels en eersteklas danshallen en maakte begin jaren 1940 een succesvolle tournee door Zuid-Amerika. Tijdens de Tweede Wereldoorlog diende hij bij de Amerikaanse marine, niet in een band, maar als officier op een torpedojager (hij bracht het tot luitenant-commandant). Na het einde van de oorlog kon hij niet voortbouwen op de oude successen. In 1949 had hij een radioprogramma, maar overleed in 1951 aan leukemie.
Een opname uit 1938 van Ol Man Mose (door Louis Armstrong, gezongen door Patricia Norman) leidde tot een schandaal, dat echter ook de verkoop van het record verhoogde (met 170.000 verkochte records, terwijl 20.000 destijds als een groot succes werd beschouwd). Sommige luisteraars dachten dat ze in plaats van de eigenlijke tekst 'bucket' de woorden 'fuck it' hadden gehoord. De plaat werd verboden in Engeland. In 1956 werd zijn leven gefilmd door George Sidney met Tyrone Power in de hoofdrol (Loved Eternity). Zijn zoon uit zijn eerste huwelijk Peter Duchin (* 1937) is ook bandleider en pianist. In zijn eerste huwelijk trouwde Eddy Duchin in 1935 met Marjorie Oelrichs (1908-1937), die enkele dagen na de geboorte van hun zoon Peter stierf.

## Overlijden
Eddy Duchin overleed in februari 1951 op 40-jarige leeftijd aan de gevolgen van leukemie.